# Cserebere szerencse
A Cserebere szerencse vagy Ilyen a formám (eredeti cím: Just My Luck) 2006-ban bemutatott amerikai romantikus filmvígjáték, amelyet I. Marlene King és Amy B. Harris forgatókönyvébpől Donald Petrie rendezett. A főbb szerepekben Lindsay Lohan, Chris Pine, Faizon Love, Missi Pyle, valamint a McFly együttes tagjai láthatóak.
2006. május 12-én mutatták be az Amerikai Egyesült Államokban.

## Cselekmény
Ashley Albright a Braden & Co. Public Relations-nál dolgozik, rendkívül sikeres az élete, hiszen gyermekkora óta mindig szerencsésen alakul a sorsa.
Jake Hardin ezzel szemben folyamatosan balszerencsét tapasztal. Népszerű, és a legjobb barátaival dolgozik, de a legtöbb embert idegesíti, akivel csak találkozik. Barátai a szemben lakó nénikéje, Martha és annak unokája, a szintén balszerencsés Katy, akire ő vigyáz bébiszitterként. Gondnok egy bowlingpályán, emellett a McFly zenekar fizetetlen menedzsere. Heteken át próbálja eljuttatni az együttes bemutatkozó CD-jét a lemezkiadó tulajdonosához, Damon Philipshez, remélve, hogy fölfedezik őket és ezáltal zenei producer lesz belőle.
A Philipsszel való találkozás során Ashley egy PR-stratégiát dob fel, amely magában foglal egy álarcosbáli jótékonysági adománygyűjtést, ahol az ügyfelei felléphetnek. Az ötlet tetszik a főnökének, Peggy Bradennek is, aki saját irodát ad neki, és megbízza a bál lebonyolításával. Eközben Jake meghívja a zenei producereket, hogy megnézzék a McFly fellépését, de aztán véletlenül elromlik a hangtechnika, és emiatt a producerek elmennek.
Jake hall az álarcosbálról, és önmagát álarcos táncosnak kiadva jut be. A bál alatt egy jósnő azt mondja Ashleynek, hogy a szerencséje meg fog változni. Mivel Philips figyelmét nem sikerül felkeltenie, Jake észreveszi Ashleyt, és táncra kéri. Közelítenek egymáshoz, majd megcsókolják egymást, és közben valahogy megcserélődik a szerencséjük. Jake látja, amint Philips elhagyja a bált, és utánaszalad. Miközben a férfi visszatérésére vár, Ashley cipője sarka eltörik, és a ruhája elszakad.
Odakint Jake megmenti Philipset attól, hogy elüsse egy autó. Hálából, amiért megmentette az életét, elviszi a McFly bemutatkozó CD-jét, és meghívja a zenekart a stúdiójába. A szerencséjén meglepődve Jake próbálja megkeresni Ashley-t, de nem találja, nem veszi észre, hogy letartóztatták. A szomszéd, Antonio, prostituált, Peggy randevújára hívta meg, emiatt őt is letartóztatják. Ashleyt kirúgja Peggy, aki leteszi az óvadékot, és egy éjszakát a börtönben tölt.
Másnap Ashley megtudja, hogy a lakását árvíz és penész miatt lebontják. Barátnőinél, Danánál és Maggie-nél maradva még több balszerencsét tapasztal. Felkeresi a jósnőt, aki azt mondja, ez azért van, mert valakinek nagyobb szüksége lenne a szerencséjére. Ashley rájön, hogy az idegen, akit megcsókolt, az ő szerencséjének a birtokosa lett.
Philips-re nagy hatással van a McFly együttes, és szerződést köt velük. Ashley felkutatja az összes férfi táncost, akit a bálra szerződtettek, és mindegyiket megcsókolja. Miután ez nem hozza vissza a szerencséjét, Ashley éhesen és túlterhelten nyilvánosan összeomlik egy étkezdében, itt Jake is jelen van. A férfi nem ismeri föl, de együttérez a folyamatos balszerencse miatti csalódottságával és felajánlja, hogy munkát keres neki. A lány elfogadja a férfi korábbi állását a bowlingpályán, és barátságot köt vele. Amikor Jake aggódik, hogy a McFly-nak nincs elég anyaga a Hard Rock Cafe-ban tartandó koncertjére, a lány bemutatja őt az énekes/dalszerző Maggie-nek. A férfi lenyűgözve úgy dönt, hogy felhasználja a lány dalát.
Egy felvétel közben Ashley meghallja, hogy Jake megemlíti, az álarcosbál óta szerencséje van. Ashley rájön, hogy ő volt az álarcos táncos, megcsókolja a férfit, majd távozik, és megállapítja, hogy a szerencséje visszatért. Összefut Peggyvel, aki most Antonio jegyese, és felajánlja, hogy újra fölveszi Ashleyt a Braden & Co. alelnökének, ha még aznap este segít egy megbeszélésen. Ashley ekkor tudja meg, hogy Maggie dalát már nem adják elő a koncerten.
Ashley egy tükörre pillantva, amelyet korábban összetört, elgondolkodik azon, hogy milyen árat fizetett a szerencséje miatt. Úgy dönt, hogy lemond Peggy újrafelvételi ajánlatáról, és elmegy a koncertre, ahol Jake-nek és a zenekarnak balszerencséje van, és lehet, hogy le kell mondaniuk a koncertet. Ashley megcsókolja Jake-et, és a körülmények megváltoznak, ami egy sikeres koncerthez vezet, ahol Maggie dalát adják elő. Ashley rájön, hogy szerelmes Jake-be, de nem akar újra balszerencsét hozni neki. Úgy dönt, hogy elmegy, és egy ideig a szüleivel él.
Jake megtalálja Ashleyt a Grand Central pályaudvaronon, és rájön, hogy ő a nő a bálról. Mivel a jó szerencsét arra használta, hogy másokon segítsen, Ashley megmondja neki, hogy nem akarja elvenni tőle. Rámutat, hogy ő még a balszerencse ellenére is jó dolgokat tapasztalt, és azt mondja, hogy hajlandó újra átvenni a balszerencsét, amikor együtt vannak. Megcsókolják egymást, és közben oda-vissza váltogatják a jó és a balszerencsét.
Megérkezik Katy, és egyszerre csókolják meg mindkét arcát, ami újabb szerencseátadást okoz. Ezután nyer egy 25 dolláros lottószelvényt. Jake és Ashley kéz a kézben sétálnak, és azon tűnődnek, vajon megszokják-e, hogy szerencse nélkül élnek, és a karmáról vitatkoznak.

## Szereplők
| Színész           | Szerep                        | Magyar hang        | Magyar hang        |
| Színész           | Szerep                        | 1. szinkron (2005) | 2. szinkron (2008) |
| ----------------- | ----------------------------- | ------------------ | ------------------ |
| Lindsay Lohan     | Ashley Albright               | Haffner Anikó      | Nemes Takách Kata  |
| Chris Pine        | Jake Hardin                   | Markovics Tamás    | Bozsó Péter        |
| Faizon Love       | Damon Phillips                | Faragó András      | Kerekes József     |
| Tom Fletcher      | önmaga (McFly együttes tagja) | Simonyi Balázs     | Szvetlov Balázs    |
| Danny Jones       | önmaga (McFly együttes tagja) | Hamvas Dániel      | Czető Roland       |
| Harry Judd        | önmaga (McFly együttes tagja) | Czető Roland       | Szalay Csongor     |
| Dougie Poynter    | önmaga (McFly együttes tagja) | Vári Attila        | Előd Botond        |
| Samaire Armstrong | Maggie                        | Mezei Kitty        | Pálmai Anna        |
| Bree Turner       | Dana Adams                    | Csondor Kata       | Gubás Gabi         |
| Missi Pyle        | Peggy Braden                  | Hámori Eszter      | Peller Anna        |
| Makenzie Vega     | Katy Harlin                   | Talmács Márta      | Pekár Adrienn      |
| Tovah Feldshuh    | Madame Z                      | Illyés Mari        |                    |
| Jaqueline Fleming | Tiffany Richards              | Szabó Gertrúd      | Solecki Janka      |
| Chris Carmack     | David Pennington              | Juhász Zoltán      |                    |
| Carlos Ponce      | Antonio Cordova               | Posta Victor       | Miller Zoltán      |
| Dane Rhodes       | Mac                           | Elek Ferenc        | Kapácsy Miklós     |

## Fogadtatás

### Bevételi adatok
A Cserebere szerencse 2006. május 12-én a 4. helyen nyitott az észak-amerikai jegypénztáraknál, a nyitóhétvégén 5 692 285 dollár bevétellel. Észak-Amerikában 17 326 650 dolláros összbevételt ért el. A film világszerte 38 millió dollárt hozott.

## Zeneszámok listája
| #   | Cím                                     | Hossz |
| --- | --------------------------------------- | ----- |
| 1.  | I Wanna Hold You (single version)       | 2:59  |
| 2.  | I've Got You (U.S. version)             | 3:20  |
| 3.  | Obviously                               | 3:18  |
| 4.  | Ultraviolet                             | 3:56  |
| 5.  | Five Colours in her Hair (U.S. version) | 3:00  |
| 6.  | Too Close for Comfort                   | 4:37  |
| 7.  | All About You                           | 3:06  |
| 8.  | That Girl                               | 3:17  |
| 9.  | Unsaid Things (U.S. version)            | 3:45  |
| 10. | I'll Be OK                              | 3:24  |
| 11. | Just My Luck                            | 3:15  |
| 12. | Memory Lane                             | 4:40  |

| 1.  | Five Colours in her Hair (U.S. version) | 3:00 |
| 2.  | Obviously                               | 3:18 |
| 3.  | I Wanna Hold You (single version)       | 2:59 |
| 4.  | I've Got You (U.S. version)             | 3:20 |
| 5.  | Ultraviolet                             | 3:56 |
| 6.  | All About You                           | 3:06 |
| 7.  | Too Close for Comfort                   | 4:37 |
| 8.  | That Girl                               | 3:17 |
| 9.  | Unsaid Things (U.S. version)            | 3:45 |
| 10. | I'll Be OK                              | 3:24 |
| 11. | Just My Luck                            | 3:15 |
| 12. | Memory Lane                             | 4:40 |

## Fordítás
- Ez a szócikk részben vagy egészben  a   Just My Luck (2006 film) című angol Wikipédia-szócikk fordításán alapul.  Az eredeti cikk szerkesztőit annak laptörténete sorolja fel. Ez a jelzés csupán a megfogalmazás eredetét és a szerzői jogokat jelzi, nem szolgál a cikkben szereplő információk forrásmegjelöléseként.